# Charrua (agricultura)
A charrua é um tipo de arado grande, que rasga mais profundamente a terra, é mais durável e robusta, já que usa-se uma relha de ferro, a qual abre os sulcos da terra; geralmente, a charrua é puxada por um trator. É um arado grande com um jogo de rodas adiante e uma só aiveca .
Esse sistema foi desenvolvido durante meados da Idade Média e era considerado um dos avanços tecnológicos daquela época. Sua adoção proporcionou um aumento na produção, e dessa forma gerou um excedente de alimentos, já que antes era praticada a agricultura de subsistência. Mais tarde, esse entre outros avanços tecnológicos ajudaram no retorno da prática do comércio devido à sobra de produtos. Na atualidade as charruas mais ferozes são puxadas por grandes maquinas, sendo no máximo possível ter uma charrua de 7 dentes de ambos os lados.
Na idade média o feudo predominava toda a Europa e Ásia. Nos feudos as pessoas começaram a viver mais, devido ao término das guerras.
Assim foi necessário produzir mais alimentos assim surgiu a charrua, nessa época começou um grande desmatamento e drenagem de pântanos para ter terras férteis.